# Overlord (jeu vidéo, 2007)
 (mars 2011).
Pour l’article homonyme, voir Overlord.
Cet article concerne le jeu vidéo de 2007. Pour le jeu vidéo de 1988, voir Overlord (jeu vidéo, 1988). Pour le jeu vidéo de 1990, voir Supremacy: Your Will Be Done. Pour le jeu vidéo de 1994, voir Overlord (jeu vidéo, 1994).
Overlord est un jeu vidéo d'action-aventure sorti en 2007 sur Windows et Xbox 360 et en 2008 sur PlayStation 3. Le jeu a été développé par Triumph Studios et édité par Codemasters. Une suite, Overlord II, est sortie en 2009.

## Synopsis
Le jeu débute dans la forteresse des Overlords appelé « la Tour ». Le joueur est réveillé dans une tombe par des larbins bruns. Leur chef indique alors au joueur que le précédent Overlord a été vaincu par sept héros et que ces derniers ont pillé et détruit la Tour.
La première quête consiste à retrouver l'orbe de la Tour dans le territoire de Douces Collines, qui permettra au joueur de se téléporter librement dans le monde grâce aux portails des tours. Le jeu propose également un système de choix qui influeront sur le niveau de corruption du joueur. De plus, le joueur devra aussi retrouver et tuer les sept héros qui sont devenus pervertis.
Au début du jeu, la Tour est en ruine, mais il sera possible de la rebâtir et de personnaliser sa décoration grâce aux « maîtresses ». Le joueur a la possibilité de se battre dans l'arène contre des ennemis, de se forger des armes et des armures, d'agrandir sa horde de larbins et d'utiliser un système de sortilèges.

## Système de jeu
Le joueur contrôle l'Overlord ainsi que ses sbires : des larbins, qui exécutent les tâches qui leur sont assignées. Le nombre limité de larbins que le joueur contrôle peut augmenter. Quatre types de larbins sont disponibles au fur et à mesure du jeu, chacun ayant des aptitudes particulières.
Ce système de jeu présente certaines similitudes avec Pikmin, dans lesquels des familiers de diverses natures assistent le joueur.

## Personnages

### L'Overlord
Le joueur incarne l'Overlord pendant toute la durée du jeu. C'est un personnage très mystérieux dont on ne voit jamais le visage.
Ce dernier se dissimule constamment derrière un casque et un foulard. Il est de grande taille et porte une armure métallique accompagnée d'une cape qui changera de couleur en fonction de la bannière choisie par l'Overlord lorsqu'il disposera d'une maîtresse.
Construit autour du concept de l'anti-héros, ce personnage offre la possibilité au joueur de choisir entre faire le bien, c'est-à-dire rendre service aux villageois plutôt que de les tuer, ou faire le mal en corrompant et en prenant le contrôle du monde. Cette décision changera l'armure et la tour de l'Overlord en une armure étincelante pour l'Overlord « bienveillant » ou, pour le seigneur du mal, une armure avec un corps hérissé de pointes noires. Concernant l'apparence du personnage et son statut, certains détails sont discernables sous cette armure. Il a des yeux blanc brillants et une peau brun pâle. Au début du jeu, il est éveillé d'un profond sommeil par les larbins et leur leader, Biscornu. Rapidement, il endosse l'équipement de l'Overlord et, encouragé par Biscornu, commence la conquête des terres avoisinantes.
On apprend à la fin du jeu que notre personnage était en fait l'un des héros qui avaient battu le précédent Overlord. Il se sacrifia pour entraîner le seigneur du Mal dans sa chute depuis le sommet de la Tour, mais fut laissé pour mort par ses compagnons. Les Larbins le récupérèrent, agonisant, et l'enfermèrent dans un sarcophage où le reste d'énergie de l'Orbe de Tour qui avait été pris par les Héros le soigna tout en le corrompant.

### Rose
Rose est la première maîtresse que l'Overlord rencontre dans ses aventures et deviendra aussi la mère de l'Overlord du jeu suivant. C'est la fille du mage/magicien et la sœur de Satine. Elle se montre très polie, attentionnée et ordonnée. Sa rencontre avec l'Overlord a lieu peu de temps après l'attaque du château d'Abondance par une bande de brigands. L'Overlord lui porte alors secours. Rose décide après ces événements de le rejoindre dans sa tour où elle prend le rôle de « maîtresse ». Désormais, elle s'occupe de la décoration du château, de son entretien et tient compagnie à l'Overlord.
De par son tempérament et sa bonté, elle représente le côté du bien dans le jeu. Lorsque l'Overlord sera amené à choisir entre les deux filles du magicien, Rose utilisera comme argument pour le convaincre sa capacité à améliorer les larbins bruns et bleus.

### Satine
Satine est la sœur de Rose et l'autre fille du magicien. Elle est très insolente, orgueilleuse et provocante, et a une tendance à aimer tout ce qui est beau, qui brille et coûte extrêmement cher. Elle devient la deuxième maîtresse potentielle que l'Overlord rencontre plus tard dans ses aventures. Satine est la fiancée de Sir William le Noir qui décida après avoir rencontré un succube d'annuler leur mariage. L'Overlord le tue pour « délivrer » Satine. À ce moment, un choix s'impose : Satine ou Rose, Satine représentant le côté du mal. L'argument qu'elle avance pour influencer la décision de l'Overlord est son don à améliorer les larbins rouges et verts.

### Biscornu
Biscornu est le maître des Larbins, le conseiller de l'Overlord qui le guide tout au long de l'aventure et lui prodigue ses conseils à travers son heaume magique. Comme tous les Larbins il déteste ce qui est bon et beau, et il ne quitte jamais la Tour, excepté lors de la phase « tutoriel » du jeu. C'est un vieux Larbin, beaucoup plus âgé que la plupart de ses congénères, sa peau originellement brune étant devenue grise. Il est aussi considérablement plus intelligent que les autres Larbins.

### Les Larbins
Petites créatures maléfiques, leur apparence rappelant des gobelins, ce sont les serviteurs de l'Overlord. Ce dernier leur donne naissance grâce à quatre Incubateurs, qui convertissent les quatre formes de vitalités existantes (Brune, Rouge, Verte et Bleue) en Larbins. Ils sont totalement dévoués à leur Overlord, obéissant sans poser de question et sans discuter au moindre de ses ordres, même si l'ordre en question implique leur mort.
Chacune des espèces de Larbins a ses particularités :
- Les Bruns sont les premiers Larbins contrôlés, et les combattants de base qui se battent au corps à corps.
- Les Rouges, sont affiliés au plan élémentaire du Feu et peuvent lancer de petites boules de feu ou absorber les flammes existantes pour faire disparaître des feux. Ils se trouvaient dans les Cuisines de Melvin, chez les Hal félins.
- Les Verts sont des combattants furtifs, spécialistes des attaques dans le dos et des embuscades, ils peuvent devenir invisibles et surtout manipuler les plantes toxiques. Ils peuvent également faire disparaître les plants de plantes empoisonnées. Ils se trouvaient dans les Cavernes de Viridia dans la forêt de Verte selve.
- Les Bleus sont les Larbins les plus intelligents, ils sont capables de nager, contrairement aux autres Larbins, et ils savent principalement ramener les Larbins tombés près d'eux à la vie. Ils se trouvaient dans les Grottes Suintantes du territoire du Pic du Paradis.

### Le Bouffon
Ce Larbin Brun, habillé d'un chapeau à grelots avec un sceptre doté également d'un chapeau a grelots, est le bouffon de la Tour de l'Overlord. Dans la phase tutorielle, il est utilisé comme cible par Biscornu pour apprendre à l'Overlord à contrôler les Larbins et à se battre lui-même. Docile et soumis, il vit dans la Salle du Trône, et chaque fois que l'Overlord s'y rend, le Bouffon l'approche pour déclamer des titres gagnés au fur et à mesure de l'avancée du jeu. Il se montre néanmoins d'une fidélité plus infaillible envers l'ancien Overlord lorsque ce dernier revient dans la Tour, et contrairement à Biscornu, il n'insinue aucunement qu'il appréciait l'Overlord contrôlé par le joueur.
Après la défaite de l'ancien Overlord, son corps sera possédé par l'esprit de ce dernier, et il accomplira un rituel pour ouvrir les Portes des Abysses vers le monde. Lorsque l'Overlord du joueur vaincra le Dieu Oublié, le maître des Abysses, le Bouffon sera là pour détruire la dernière Porte des Abysses avant que l'Overlord ne retourne dans le monde réel, l'enfermant dans les Abysses Infernaux.

### Les héros
Au cours du jeu, l'Overlord sera amené à tuer un par un les sept héros qui avaient auparavant tué son prédécesseur. Il est intéressant de noter que chaque héros représente l'un des sept péchés capitaux.

#### Melvin Grobide
Il représente le péché de gourmandise. C'est un halfelin qui, après avoir vaincu le précédent Overlord, est devenu trop glouton. Il a pris la tête des Halfelins des Douces Collines et a asservi les habitants du village d'Abondance pour les forcer à les nourrir, lui et son armée d'Halfelins et de Trolls. Il est devenu une créature immense et bouffie armée d'une grande fourchette dorée et affublée d'une couronne, il se déplace avec peine sur ses jambes atrophiées, écrasé par sa nouvelle masse graisseuse, et peut rouler comme une boule.

#### Obéron Vertebrume
Il représente le péché de paresse. Après être devenu un héros, cet elfe retourna dans la forêt de Vert selve pour trouver le repos. Mais perverti, les racines des arbres s'enfoncèrent dans son cerveau et le maintinrent  dans un profond sommeil.  C'est le seul héros qui essaya de sauver l'Overlord avant qu'il ne soit corrompu, mais sans succès. Lorsque les Nains envahirent sa patrie, il utilisa l'arbre avec lequel il avait fusionné pour donner naissance à ses cauchemars, les créatures du Crâne, qui ont chassé les Nains. Mais la magie d'Obéron a également perverti Verte selve, ses créatures ont massacré les derniers Elfes, les Licornes ont été corrompues et la forêt tout entière est devenue un lieu sombre et malsain. L'arbre d'Obéron était situé juste entre le passage menant de Verte Selve aux Collines Dorées, le territoire des Nains.

#### Sir William le Noir
Il représente le péché de luxure. Paladin, la gloire et la corruption le firent tomber dans les bras d'une reine succube. Manipulé par ce démon, il se désintéressa de sa ville, le Pic du Paradis, et laissa le succube y introduire la peste, transformant petit à petit les habitants en zombies et les maintenant dans la terreur grâce à d'anciens chevaliers dévoyés. Sire William était le fiancé de Satine, la deuxième fille du mage, mais a annulé son mariage avec elle alors que la Reine Succube, jalouse, lâchait sa peste sur le territoire du Pic du Paradis. Il a également créé une secte, l'Ordre de l'Aube Rouge, dont il est le chef et qui vénère la Reine Succube dissimulée au cœur de la ville du Pic du Paradis.

#### Goldo Golderson
Il représente le péché d'avarice. Croulant sous l'or après la défaite de l'Overlord, le nain Goldo développa une passion mortelle pour l'or. Il attaqua Vert selve et réduisit en esclavage les elfes qui finirent par travailler dans ses mines d'or. Il fit également piller le temple de la Déesse Mère par ses nains, emportant la statue de la déesse qu'il considérait comme sienne en pensant que la déesse était une naine et non une elfe, il entama même la construction d'un grand temple pour abriter la statue dans son territoire des Collines Dorées. Il créa un monstre mécanique, « Rouleuse », sorte de tank doté d'un lance-flamme et d'un rouleau compresseur, pour son usage personnel. Pour forcer les Elfes à rester à son service, il emprisonna dans son palais les dernières femmes Elfes, avec ses trésors, le joueur devra d'ailleurs choisir entre sauver les femmes Elfes et prendre l'or de Goldo.

#### Perle
Elle représente le péché de l'envie. Voleuse hors pair, elle n'arrêta pas son « métier » après la chute de l'Overlord. Elle travaille pour le Mage, en partenariat avec Kahn, et aime particulièrement les choses qui ne lui appartiennent pas. Elle vit avec son partenaire dans le Désert de Ruboria, une zone extrêmement hostile dont plusieurs habitants, les Pillards Ruboriens, sont au service de Perle et de Kahn. Elle est la seule des sept héros qui n'ait pas tué par l'Overlord, ce dernier la capturant pour l'interroger. Elle n'apparaît plus dans le jeu par la suite.

#### Kahn
Il représente le péché de colère. Il resta avec Perle après la victoire des héros, et développa un instinct de protection très fort envers la femme dont il est éperdument amoureux. Avec elle, il dirige les pillards du Désert de Ruboria. C'est un véritable géant, plus grand que tous les humains rencontrés dans le jeu et maniant un large fléau d'arme. Lorsque l'objet de son amour, Perle, est capturé par l'Overlord, il entre dans une rage folle et détruit Abondance avant de s'attaquer au Pic du Paradis pour attirer l'attention de l'Overlord.

#### Le Mage
Il représente le péché d'orgueil. On ne sait que très peu de choses sur lui, car son enveloppe est contrôlée par l'esprit de l'ancien Overlord. C'est sous cette forme qu'il a réussi à pervertir les héros. C'est le père de Rose et Satine, en tant que mage, et avant qu'il ne soit possédé par l'ancien Overlord. C'est lui qui aurait rassemblé les Sept Héros, avant que le 8e (le personnage du joueur) ne les rejoigne dans leur lutte contre l'Overlord, et c'est en observant le cadavre frais de l'ancien Overlord que l'esprit de ce dernier prit possession du corps du Mage. C'est le boss final, après la défaite de Kahn il retourne à la Tour Noire et les Larbins se rallient à lui. Il prive son « successeur » des pouvoirs qu'il a rassemblés au cours du jeu et s'apprête à le tuer avant que la Maîtresse de l'Overlord (celle des deux sœurs que le joueur a choisie au moment fatidique) ne le trahisse et permette au joueur de l'affronter. Les Larbins sont divisés lors de cette période en une « guerre civile », l'ancien Overlord pouvant invoquer des Larbins corrompus et le personnage du joueur pouvant reprendre le contrôle de ses Larbins bruns, les seuls à ne pas avoir été corrompus. Après sa défaite, l'ancien Overlord se réfugie dans le corps du Bouffon pour ourdir sa revanche.

#### Le8ehéros
Il peut représenter tous les péchés réunis, ou aucun, selon notre alignement. C'est l'Overlord que le joueur contrôle, auparavant membre du groupe des héros, puis laissé pour mort et soigné par les Larbins pour en faire le successeur de leur ancien maître.